# Johan Martin Reftelius
Johan Martin Reftelius, född 5 november 1740 i Skogs-Tibble socken, död 28 december 1799, var en svensk läkare och en av Linnés lärjungar. 
Johan Martin Reftelius var son till kyrkoherden Olof Reftelius och Elisabeth Westius. Professorn och rektorn för Uppsala universitet, Johannes Reftelius, var hans farfar. Han blev student vid Uppsala universitet 1758 och medicine doktor 1772. Samma år blev Reftelius fattigläkare i Stockholm. År 1777 blev han sekreterare i Collegium medicum varifrån han tog avsked 1797.
Linnés apostlar omtalas i den avhandling han försvarade inför Carl von Linné 1762, Reformatio botanices.